# Sainte-Eulalie-d'Eymet
Sainte-Eulalie-d'Eymet era una comuna francesa que estaba situada en el departamento de Dordoña, de la región de Nueva Aquitania que el 1 de enero de 2019 pasó a formar parte de la comuna nueva de Saint-Julien-Innocence-Eulalie como comuna delegada.

## Demografía
| Gráfica de evolución demográfica de Sainte-Eulalie-d'Eymet entre 1800 y 2022 |
|                                                                              |

Los datos demográficos contemplados en este gráfico de la comuna de Sainte-Eulalie-d'Eymet se han cogido de 1800 a 1999 de la página francesa EHESS/Cassini, y los demás datos de la página del INSEE.